# Chanodichthys
A Chanodichthys  a csontos halak (Osteichthyes) főosztályának sugarasúszójú halak (Actinopterygii)  osztályába, a pontyalakúak (Cypriniformes) rendjébe, a pontyfélék (Cyprinidae) családjába, és az Cultrinae alcsaládjába tartozó nem.

## Rendszerezés
A nemhez az alábbi 4 faj tartozik.
- Chanodichthys dabryi
- Chanodichthys erythropterus
- Chanodichthys flavipinnis
- Chanodichthys mongolicus